# Erodium boissieri
Erodium boissieri är en näveväxtart som beskrevs av Cosson. Erodium boissieri ingår i släktet skatnävor, och familjen näveväxter. Inga underarter finns listade i Catalogue of Life.